# Spesometro
Per spesometro si intende la comunicazione dei dati delle fatture emesse e di quelle ricevute e registrate che i soggetti passivi dell'imposta sul valore aggiunto (IVA) devono presentare ogni anno all'Agenzia delle entrate.
Lo spesometro è utilizzato dall'Agenzia delle Entrate con lo scopo di limitare l'evasione fiscale sia ai fini delle imposte dirette che in materia IVA.

## Storia
La sua origine normativa risale all' "elenco clienti e fornitori" e specificatamente nell'art. 29 del Decreto del Presidente della Repubblica numero 633 del 1972. I soggetti interessati dovevano compilare un modello prestampato inserendo la lista e gli importi delle fatture clienti e fornitori. Nell'elenco andavano indicati i dati anagrafici dei clienti e dei fornitori e gli importi dei corrispettivi e delle imposte oggetto delle fatture e delle bollette doganali.
Tale onere venne abrograto nel 1994, in un'ottica di semplificazione.
Nel 2010 è stato reintrodotto l'onere di comunicare i dati rilevanti ai fini IVA riprendendo le modalità previste dall'elenco clienti e fornitori. Tale adempimento ha preso il nome di "spesometro" ovvero "nuovi elenchi clienti e fornitori".
Nel 2016  viene modificato l'art 21 ed inserito l'art 21 bis al D.L. 78/2010 prevedendo due nuove comunicazioni in cui segnalare anche il valore del credito o del debito IVA. Esse sono:
-la comunicazione obbligatoria dei dati delle fatture emesse e ricevute;
-la comunicazione dei dati delle liquidazioni periodiche.
Dal 1 gennaio 2019 con l'entrata in vigore della fatturazione elettronica viene sostanzialmente meno lo strumento dello spesometro. Tale novità non ha coinvolto le attività transfrontaliere che sono tenute ad un obbligo di comunicazione chiamato anche "Esterometro" introdotto dall'art. 3 bis del D.lgs. 127/2015.

## Soggetti passivi
Devono presentare la comunicazione telematica dello spesometro tutti i soggetti passivi IVA (ad esempio le imprese o i lavoratori autonomi titolari di partita IVA).
Sono esclusi da tale adempimento:
- le amministrazioni pubbliche per i dati delle fatture emesse nei confronti dei consumatori finali;
- i produttori agricoli esonerati ai sensi dell’art. 34, comma 6 del DPR 633/72;
- i contribuenti che adottano il regime forfettario e i c.d. "contribuenti minimi";
- i produttori agricoli che esercitano un'attività in zone montane;
-la Pubblica Amministrazione e le Amministrazioni autonome;
-i contribuenti titolari di partita IVA che hanno aderito alla fatturazione elettronica.
Dal 1º gennaio 2019, con l'introduzione della fattura elettronica, la legge di Bilancio 2018, ha previsto che l’obbligo dell'utilizzo dello Spesometro rimarrà soltanto per le operazioni per le quali non è stata emessa o ricevuta una fattura attraverso il Sistema di Interecambio (SDI).

## Disciplina
Lo spesometro è disciplinato dall'art. 21 del decreto legge 78 del 2010 e non è altro che un'elaborazione delle fatture IVA e delle vendite al dettaglio ad acquirenti stranieri. Su base trimestrale i soggetti passivi devono trasmettere telematicamente 
i dati di tutte le fatture emesse nel trimestre di riferimento e di quelle ricevute e registrate ai sensi del DPR n. 633 del 1972, come le bollette doganali e i dati delle relative variazioni. Tale comunicazione va fatta entro l'ultimo giorno del secondo mese successivo ad ogni trimestre.
L'elaborazione produce un file nel formato prestabilito. La trasmissione all'Agenzia delle entrate può essere effettuata direttamente dal contribuente, se preventivamente registrato al servizio Entratel, oppure tramite un intermediario autorizzato.
Dal 2013 l'Agenzia delle Entrate, in ottica di semplificazione, ha previsto l'utilizzo della c.d. comunicazione polivalente

### Nuovo spesometro
Dal 2017 col "nuovo spesometro" la comunicazione va presentata in file xml che deve contenere:
- i dati identificativi del soggetto a cui si riferisce la comunicazione;

- i dati delle controparti e, per ognuna, i dati delle operazioni effettuate nel periodo di riferimento.

Per creare il file si può utilizzare l’apposito software di compilazione messo a disposizione dall'Agenzia delle Entrate.
Il file va firmato digitalmente e per la firma si possono usare tre metodi alternativi:
- un certificato di firma qualificata rilasciato da una autorità di certificazione riconosciuta;

- il servizio di firma elettronica basata sui certificati rilasciati dall’Agenzia delle Entrate, disponibile sulle piattaforme Desktop Telematico e Entratel Multifile;

- la funzione di sigillo disponibile nell’interfaccia web Fatture e Corrispettivi.

### Riforme legislative e superamento dello Spesometro
Con l'articolo 1 ter del Decreto Legge n. 148/2017, che va a modificare l'art. 21 del D.l. 78/2010, sono state introdotte importanti novità, accolte in data 5 febbraio 2018 dall'Agenzia delle Entrate e sono:
- la facoltà di optare per la comunicazione semestrale anziché trimestrale a regime;

- la possibilità di fornire informazioni anagrafiche e dell'operazione semplificate consistenti nella possibilità di comunicare: la partita IVA dei soggetti coinvolti nelle operazioni o il codice fiscale per i soggetti che non agiscono nell'esercizio di imprese, arti e professioni, la data della fattura, il numero della fattura, la base imponibile, l'aliquota applicata all'imposta, la tipologia dell'operazione ai fini IVA nel caso in cui l'imposta non sia indicata in fattura;

- se le fatture emesse e ricevute sono di importo inferiore ai 300 euro e sono registrate cumulativamente è possibile trasmettere un documento cumulativo in cui si indicano per le fatture emesse il numero e data del documento, la partita IVA del cedente/prestatore, la base imponibile, l’aliquota IVA applicata e l’imposta o laddove l’operazione non comporti l’annotazione dell’imposta nel documento, la tipologia dell’operazione e per le fatture ricevute il numero e la data di registrazione del documento, la partita IVA del cessionario/committente, la base imponibile, l’aliquota IVA applicata e l’imposta o laddove l’operazione non comporti l’annotazione dell’imposta nel documento, la tipologia dell’operazione.

Con l'introduzione dell'obbligo di fatturazione elettronica, anche fra privati, a partire dal 1 gennaio 2019 viene meno l'obbligo di comunicazione dei dati delle fatture emesse e ricevute dato che questi dati verranno acquisiti direttamente dall'Amministrazione finanziaria. La comunicazione dati fatture ("Spesometro") rimarrà soltanto per quelle operazioni in cui non sia stata emessa o ricevuta fattura tramite il sistema di interscambio SDI.

## Riferimenti normativi
- DPR 11 novembre 1972, n. 633.

- Art. 6 del Decreto legge 10 giugno 1994, n. 357.

- Decreto legge 31 maggio 2010, n. 78.

- Art. 3 bis Decreto legislativo 5 agosto 2015, n. 127.

- Decreto legge 22 ottobre 2016, n. 193.

- Art 1 ter del Decreto legge 16 ottobre 2017, n. 148

- Legge 27 dicembre 2017, n. 205.